# Matt Targett (football)
Pour les articles homonymes, voir Matt Targett.
Matthew Robert Targett , né le 18 septembre 1995 à Eastleigh, est un footballeur anglais qui évolue au poste de défenseur à Newcastle United.

## Biographie

### Southampton FC
Il fait ses débuts professionnels le 26 août 2014 lors d'un match de Coupe de la Ligue contre le club de Millwall. Le 27 septembre 2014, Targett fait sa première apparition en Premier League en entrant en jeu à la place de Dušan Tadić lors d'une victoire de son équipe face à Queens Park Rangers (2-1).
Le 30 juillet 2015, il fait ses débuts européens lors d'un match de Ligue Europa contre le Vitesse Arnhem (victoire 3-0 de Southampton).

### Fulham FC
Le 22 janvier 2018, Targett est prêté au Fulham FC jusqu'à la fin de la saison. Il inscrit un but en vingt-et-un matchs avec les Cottagers avant de réintégrer l'effectif de Southampton à l'issue de la saison.

### Aston Villa
Le 1er juillet 2019, il s'engage en faveur d'Aston Villa. Il fait ses débuts sous ses nouvelles couleurs le 27 août 2019 en Coupe de la Ligue anglaise contre Crewe Alexandra. Il est titulaire lors de cette rencontre remportée par son équipe sur le score de six buts à un.

### Prêt à Newcastle United
Le 31 janvier 2022, il est prêté à Newcastle United jusqu'à la fin de la saison.
Le 8 juin 2022, il s'engage jusqu'en 2026 avec les Magpies.

## Statistiques
| Saison                | Club                    | Championnat           | Championnat | Championnat | Coupe nationale | Coupe nationale | Coupe de la Ligue | Coupe de la Ligue | Compétition(s) continentale(s) | Compétition(s) continentale(s) | Compétition(s) continentale(s) | Play-offs | Play-offs | Total | Total |
| Saison                | Club                    | Division              | M.          | B.          | M.              | B.              | M.                | B.                | Comp.                          | M.                             | B.                             | M.        | B.        | M.    | B.    |
| 2014-2015             | Southampton FC          | Premier League        | 6           | 0           | 2               | 0               | 4                 | 0                 | -                              | -                              | -                              | -         | -         | 12    | 0     |
| 2015-2016             | Southampton FC          | Premier League        | 14          | 0           | 1               | 0               | 2                 | 0                 | C3                             | 3                              | 0                              | -         | -         | 20    | 0     |
| 2016-2017             | Southampton FC          | Premier League        | 5           | 0           | -               | -               | 1                 | 0                 | C3                             | 2                              | 0                              | -         | -         | 8     | 0     |
| 2017-2018             | Southampton FC          | Premier League        | 2           | 0           | -               | -               | -                 | -                 | -                              | -                              | -                              | -         | -         | 2     | 0     |
| 2018-2019             | Southampton FC          | Premier League        | 16          | 1           | 2               | 0               | 3                 | 0                 | -                              | -                              | -                              | -         | -         | 21    | 1     |
| Sous-total            | Sous-total              | Sous-total            | 43          | 1           | 5               | 0               | 10                | 0                 | -                              | 5                              | 0                              | -         | -         | 63    | 1     |
| 2017-2018             | Fulham FC (prêt)        | Championship          | 18          | 1           | -               | -               | -                 | -                 | -                              | -                              | -                              | 3         | 0         | 21    | 1     |
| Sous-total            | Sous-total              | Sous-total            | 18          | 1           | -               | -               | -                 | -                 | -                              | -                              | -                              | 3         | 0         | 21    | 1     |
| 2019-2020             | Aston Villa             | Premier League        | 28          | 1           | -               | -               | 4                 | 1                 | -                              | -                              | -                              | -         | -         | 32    | 2     |
| 2020-2021             | Aston Villa             | Premier League        | 38          | 0           | -               | -               | -                 | -                 | -                              | -                              | -                              | -         | -         | 38    | 0     |
| 2021-2022             | Aston Villa             | Premier League        | 17          | 1           | 1               | 0               | 1                 | 0                 | -                              | -                              | -                              | -         | -         | 19    | 1     |
| Sous-total            | Sous-total              | Sous-total            | 83          | 2           | 1               | 0               | 5                 | 1                 | -                              | 0                              | 0                              | 0         | 0         | 89    | 3     |
| 2021-2022             | Newcastle United (prêt) | Premier League        | 16          | 0           | -               | -               | -                 | -                 | -                              | -                              | -                              | -         | -         | 16    | 0     |
| 2022-2023             | Newcastle United        | Premier League        | 17          | 0           | -               | -               | 2                 | 0                 | -                              | -                              | -                              | -         | -         | 19    | 0     |
| 2023-2024             | Newcastle United        | Premier League        | 3           | 0           | -               | -               | 2                 | 0                 | C1                             | 2                              | 0                              | -         | -         | 7     | 0     |
| 2024-2025             | Newcastle United        | Premier League        | 1           | 0           | 3               | 0               | -                 | -                 | -                              | -                              | -                              | -         | -         | 4     | 0     |
| Sous-total            | Sous-total              | Sous-total            | 37          | 0           | 3               | 0               | 4                 | 0                 | -                              | 2                              | 0                              | -         | -         | 46    | 0     |
| Total sur la carrière | Total sur la carrière   | Total sur la carrière | 181         | 4           | 9               | 0               | 19                | 1                 | -                              | 7                              | 0                              | 3         | 0         | 219   | 5     |

## Palmarès

### En club
- Aston Villa
  - Finaliste de la Coupe de la Ligue anglaise en 2020.

### En sélection
- Angleterre espoirs
  - Vainqueur du Tournoi de Toulon en 2016.